# Doves
Die Doves sind eine britische Rockband aus Manchester. 
Die Band ist bekannt für ihren  weiten, epischen Klang. Sie werden sowohl mit Radiohead als auch mit klassischen Manchester Bands wie The Stone Roses, New Order als auch The Smiths verglichen.

## Bandgeschichte
Gegründet wurde Doves von den Brüdern Jez Williams (Gitarre) und Andy Williams (Schlagzeug und Gesang) zusammen mit Jimi Goodwin (Gesang, Bass und Schlagzeug), welche sich schon mit 15 in der Schule kennengelernt hatten. Sie spielten zuerst in der Madchester-beeinflussten Band Sub Sub, mit der sie auch in den frühen 1990er Jahren, unter anderem mit der Single Ain't No Love (Ain't No Use), auch begrenzten Erfolg hatte. Ende der 1990er Jahre veränderte sich ihr Stil aber immer mehr in eine Rock-Richtung. Die Band gruppierte sich neu, änderte ihren Namen und brachte 1998 und 1999 drei EPs heraus.
Ihr erstes Album Lost Souls wurde 2000 von den Kritikern positiv aufgenommen und war für den Mercury Music Prize nominiert. Ihr zweites Album The Last Broadcast erschien zwei Jahre später, erreichte den ersten Platz in den britischen Albumcharts und wurde ebenfalls für den Mercury Music Prize nominiert. 2003 erschien die B-Seiten-Compilation Lost Sides und die DVD Where We're Calling From. Ihr nächstes Album Some Cities wurde Anfang 2005 veröffentlicht und erreichte wieder den ersten Platz in den Charts. Am 3. April 2009 erschien in Deutschland ihr viertes Studioalbum "Kingdom of Rust".
Nach über 10 Jahren Pause wurde ein neues Album mit dem Titel "The Universal Want"  mit Erscheinungsdatum September 2020 angekündigt. Vorab erschienen die Singles "Carousels" und "Prisoners" im Juni bzw. Juli.

## Diskografie

### Studioalben
- 2000: Lost Souls
- 2002: The Last Broadcast
- 2005: Some Cities
- 2009: Kingdom of Rust
- 2020: The Universal Want
- 2025: Constellations for the Lonely

### EPs
- 1998: Cedar EP
- 1999: Sea EP
- 1999: Here It Comes
- 2003: Last Broadcast: Japan Tour
- 2005: Live at Eden
- 2006: Some Cities Live EP

### Kompilationen
- 2003: Lost Sides
- 2010: The Places Between: The Best of Doves

### Soundtracks
- 2002: Caught by the River in Scrubs – Die Anfänger, Staffel 2, Episode 3
- 2003: Caught by the River in O.C., California, Staffel 1, Episode 2
- 2005: Black and White Town im FIFA 06 Soundtrack
- 2009: There Goes the Fear in (500) Days of Summer
- 2009: Kingdom of Rust in Zombieland

### Singles
- 1999: Here It Comes
- 2000: The Cedar Room
- 2000: Catch the Sun
- 2000: The Man Who Sold Everything
- 2002: There Goes the Fear
- 2002: Pounding
- 2002: Caught by the River
- 2005: Eleven Miles Out
- 2005: Black and White Town
- 2005: Snowden
- 2005: Sky Starts Falling
- 2009: Kingdom of Rust
- 2009: Winter Hill
- 2010: Andalucia
- 2020: Carousels
- 2020: Prisoners

## Videoalben
- 2003: Where We’re Calling From

## Auszeichnungen für Musikverkäufe
| Goldene Schallplatte - Irland - 2005: für das Album Some Cities | Platin-Schallplatte - Irland - 2005: für das Album The Last Broadcast |

Anmerkung: Auszeichnungen in Ländern aus den Charttabellen bzw. Chartboxen sind in ebendiesen zu finden.
| Land/RegionAuszeichnungen für Musikverkäufe (Land/Region, Auszeichnungen, Verkäufe, Quellen) | Silber     | Gold     | Platin     | Verkäufe  | Quellen        |
| -------------------------------------------------------------------------------------------- | ---------- | -------- | ---------- | --------- | -------------- |
| Irland (IRMA)                                                                                | —          | Gold1    | Platin1    | 22.500    | irishcharts.ie |
| Vereinigtes Königreich (BPI)                                                                 | 3× Silber3 | 2× Gold2 | 2× Platin2 | 1.260.000 | bpi.co.uk      |
| Insgesamt                                                                                    | 3× Silber3 | 3× Gold3 | 3× Platin3 |           |                |